# پادشاه یوآن ژو
پادشاه یوآن از ژو (به چینی: 周元王) با نام شخصی جی رن (به چینی: 泄仁)؛ بیست‌وهفتمین پادشاه دودمان ژو و پانزدهمین پادشاه ژو خاوری بود. او جانشین پدرش پادشاه جینگ ژو شد و از ۴۷۶ تا ۴۶۹ پ. م سلطنت کرد. پس از او پسرش پادشاه ژندینگ ژو به سلطنت رسید.